# FK Čelik Nikšić
FK Čelik Nikšić  je nogometni klub iz Nikšića u Crnoj Gori. Trenutačno se natječe u prvoj ligi. U sezoni 2011./12. kao prvak druge lige po prvi put je ušao u najelitniji stupanj crnogorskog nogometa.

## Povijest
Klub je osnovan 1957. godine, a dane najveće slave proživljava tek sezone 2011./12. kada osvaja Kup Crne Gore i plasira se u prvu ligu.

## Značajniji rezultati
- 1961./62. – osvajač kupa Crne Gore i dolazak do 1/16 finala kupa maršala Tita
- 1968./69. – 2. savezna liga SFRJ – Jug
- 1999./00. – 1/4 finalist kupa SR Jugoslavije
- 2011./12. – prvak Druge crnogorske nogometne lige i osvajač kupa Crne Gore

## FK Čelik u europskim natjecanjima
| Sezona    | Natjecanje  | Kolo        | Država | Klub             | Domaćin | Gost | Ukupan rezultat |
| --------- | ----------- | ----------- | ------ | ---------------- | ------- | ---- | --------------- |
| 2012./13. | Liga Europe | 1. kolo kv. |        | Borac Banja Luka | 1:1     | 2:2  | 3:31            |
| 2012./13. | Liga Europe | 2. kolo kv. |        | Metalurg Donjeck | 2:4     | 0:7  | 2:11            |

1 Unatoč jednakom rezultatu, Čelik je prošao dalje zbog više golova postignutih u gostujućoj utakmici.

## Navijači
2001. godine u Nikšiću je osnovana navijačka skupina FAP Mašina zahvaljujući kojoj je i sam klub postao šire poznat.U teškom periodu za njihov FK Čelik, navijači su uložili veliki napor da pomognu svom klubu skupljanjem novčanih sredstava, plaćanjem troškova utakmica i kupovinom dresova za igrače. FAP Mašina jedna je od rijetkih navijačkih skupina koja zastupa antipolitički i antihuliganski pristup nogometu.